# Uraria pierrei
Uraria pierrei är en ärtväxtart som beskrevs av Anton Karl Schindler. Uraria pierrei ingår i släktet Uraria och familjen ärtväxter. Inga underarter finns listade i Catalogue of Life.